# Tiếng ǀXam
ǀXam (/Kham) (/|͡xam/), hay ǀXam Kaǃkʼe, là một ngôn ngữ Khoisan tuyệt chủng, thuộc ngữ hệ Tuu. Nó có quan hệ với tiếng Nǁng sắp tuyệt chủng. Đa số nghiên cứu về tiếng ǀXam do Wilhelm Bleek, một nhà ngôn ngữ người Đức, thực hiện. Ông đã nghiên cứu một dạng tiếng ǀXam ở Achterveld, và (với Lucy Lloyd) một dạng khác ở Strandberg và Katkop.

## Tên gọi
Vạch thẳng ở đầu từ "ǀXam" đại diện cho âm click răng. Chữ ⟨x⟩ kế tiếp là âm xát ngạc mềm vô thanh.

## Ngữ âm

### Phụ âm
Khi so với những ngôn ngữ Tuu khác như tiếng Taa, tiếng ǀXam có hệ thống phụ âm nhỏ hơn, nhất là về âm click, khi chỉ có tám loại âm click, ít hơn nhiều khi so với con số 18 ở tiếng Taa Đông !Xoon. Hệ thống phụ âm tiếng ǀXam được thể hiện trong bản dưới:
| Phụ âm tiếng ǀXam |                   |          |           |          |          |           |                 |                 |                 |                 |                 |
|                   |                   | Ra ngoài | Ra ngoài  | Ra ngoài | Ra ngoài | Ra ngoài  | Vào trong (hút) | Vào trong (hút) | Vào trong (hút) | Vào trong (hút) | Vào trong (hút) |
|                   |                   | Môi      | Chân răng | Vòm      | Ngạc mềm | Thanh hầu | Môi             | Răng            | Chân răng       | Cạnh            | Vòm             |
| Tăc               | tenuis            | (p)      | t         |          | k        | ʔ         | ʘ               | ǀ               | ǁ               | ǃ               | ǂ               |
| Tăc               | hữu thanh         | b        | d         |          | ɡ        |           | gʘ              | gǀ              | gǁ              | gǃ              | gǂ              |
| Tắc xát           | tống ra           |          | tʼ~t͡sʼ    |          | k͡x'      |           | ʘ'              | ǀ'              | ǁ'              | ǃ'              | ǂ'              |
| Tắc xát           | Bật hơi           |          | t͡sʰ       |          | k͡x       |           | ʘʰ              | ǀʰ              | ǁʰ              | ǃʰ              | ǂʰ              |
| Cụm               | tenuis+/x/        |          | tx~t͡sx    |          |          |           | ʘ͡x              | ǀ͡x              | ǁ͡x              | ǃ͡x              | ǂ͡x              |
| Cụm               | tenuis+/k'/~/kx'/ |          |           |          |          |           | ʘ͡kx'            | ǀ͡kx'            | ǁ͡kx'            | ǃ͡kx'            | ǂ͡kx'            |
| Cụm               | tenuis+/kh/~/kx/  |          |           |          |          |           | ʘ͡kʰ             | ǀ͡kʰ             | ǁ͡kʰ             | ǃ͡kʰ             | ǂ͡kʰ             |
| Mũi               | hữu thanh         | m        | n         |          | ŋ        |           | ᵑʘ              | ᵑǀ              | ᵑǁ              | ᵑǃ              | ᵑǂ              |
| Xát               | vô thanh          |          | s         |          | x        | h         |                 |                 |                 |                 |                 |
| Tiếp cận          | hữu thanh         | w        | r~l       | j        |          |           |                 |                 |                 |                 |                 |

### Trong thần thoại
Wilhelm Bleek ghi nhận rằng một số nhân vật trong thần thoại ǀXam có lối nói riêng biệt, với sự thay đổi về cả kiểu click. Ví dụ, rùa trong thần thoại ǀXam khi nói dùng chủ yếu âm click đôi môi, ong cự dùng các cụm click răng và vòm, chó rừng còn có một âm click đôi môi cạnh hóa khác thường. Mặt trăng, thỏ rừng và thú ăn kiến có một âm click "không phát âm nổi".

## Trong tiêu ngữCộng hòa Nam Phi
Tiếng ǀXam là ngôn ngữ trong tiêu ngữ Cộng hòa Nam Phi:
ǃke e: ǀxarra ǁke
Nghĩa nôm na của câu là "Những người khác nhau cùng đoàn kết" hay "đoàn kết trong đa dạng". Dịch nghĩa đen thì có nghĩa là những người khác nhau gặp nhau.

## Liến kết ngoài
- Bleek and Lloyd Archive of ǀxam and ǃkun texts online
- A crowdsourcing project to transcribe the Bleek and Lloyd Collection Lưu trữ ngày 6 tháng 5 năm 2013 tại Wayback Machine
- South African coat of arms Lưu trữ ngày 4 tháng 3 năm 2016 tại Wayback Machine